# Persone di nome Gabriel/Calciatori
| Questa pagina contiene informazioni ricavate automaticamente dalle voci biografiche con l'ausilio del template Bio e di un bot. L'aggiornamento è periodico e automatico e ricostruisce completamente la pagina. Se manca una persona in questa lista, sei pregato di non aggiungerla, ma accertati piuttosto che la sua voce biografica contenga il template Bio e che i dati anagrafici siano correttamente compilati. Se il template Bio manca, inseriscilo tu stesso o, in alternativa, metti l'avviso {{tmp\|Bio}} che ne segnala la mancanza. Se i dati riportati sono sbagliati, correggi direttamente la voce biografica; le modifiche saranno visibili in questa lista entro pochi giorni. Per chiarimenti vedi il progetto antroponimi. La lista contiene solo le 187 persone che sono citate nell'enciclopedia e per le quali è stato implementato correttamente il template Bio. Pagina aggiornata al 22 lug 2025. |

Questa è una lista di persone presenti nell'enciclopedia che hanno il nome Gabriel e sono calciatori.

## A(16)
- Gabriel Abossolo, calciatore camerunese (Yaoundé, n. 1939 - Yaoundé, † 2014)
- Gabriel Achilier, calciatore ecuadoriano (Machala, n. 1985)
- Gabriel Agbonlahor, ex calciatore inglese (Birmingham, n. 1986)
- Gabriel Aguayo, calciatore paraguaiano (San Estanislao, n. 2005)
- Gabriel Alanís, calciatore argentino (Córdoba, n. 1994)
- Gabriel Alonso, calciatore spagnolo (Fuenterrabía, n. 1932 - Hondarribia, † 1996)
- Gabriel Amato, ex calciatore argentino (Mar del Plata, n. 1970)
- Gabriel Aranda, calciatore argentino (Ezeiza, n. 2001)
- Gabriel Araújo Carvalho, calciatore brasiliano (Salvador, n. 1992)
- Gabriel Arias, calciatore argentino (Neuquén, n. 1987)
- Gabriel Avilés, ex calciatore nicaraguense (Managua, n. 1989)
- Gabriel Fernando Atz, ex calciatore brasiliano (Portão, n. 1981)
- Gabriel Appelt, calciatore brasiliano (Rio de Janeiro, n. 1993)
- Gabriel Paulista, calciatore brasiliano (Fortaleza, n. 1990)
- Gabriel Silva, ex calciatore brasiliano (Piracicaba, n. 1991)
- Gabriel Xavier, ex calciatore brasiliano (San Paolo, n. 1993)

## B(15)
- Gabriel Badilla, calciatore costaricano (San José, n. 1984 - Santa Ana, † 2016)
- Gabriel Baralhas, calciatore brasiliano (Botucatu, n. 1998)
- Gabriel Barbosa, calciatore brasiliano (São Bernardo do Campo, n. 1996)
- Gabriel Barès, calciatore svizzero (Losanna, n. 2000)
- Gabriel Batista, calciatore brasiliano (São Gonçalo, n. 1998)
- Gabriel Batistuta, ex calciatore argentino (Avellaneda, n. 1969)
- Nicolás Benegas, calciatore argentino (Eldorado, n. 1996)
- Gabriel Alejandro Benítez, calciatore venezuelano (Caracas, n. 1993)
- Gabriel Bitar, calciatore libanese (Ottawa, n. 1998)
- Gabriel Bordi, ex calciatore argentino (Córdoba, n. 1975)
- Gabriel Boschilia, calciatore brasiliano (Piracicaba, n. 1996)
- Gabriel Braun, calciatore francese (Montigny-lès-Metz, n. 1921 - Stenay, † 1983)
- Omar Briceño, ex calciatore messicano (Culiacán, n. 1978)
- Gabriel Báez, calciatore argentino (Gobernador Castro, n. 1995)
- Gabriel Mentz, calciatore brasiliano (Novo Hamburgo, n. 1998)

## C(15)
- Omar Carabalí, calciatore ecuadoriano (Guayaquil, n. 1997)
- Gabriel Carrasco, calciatore argentino (n. 1997)
- Gabriel Carvalho, calciatore brasiliano (Porto Alegre, n. 2007)
- Gabriel Castellón, calciatore cileno (Valparaíso, n. 1993)
- Gabriel Charpentier, calciatore della Repubblica del Congo (Pointe-Noire, n. 1999)
- Gabriel Cichero, ex calciatore venezuelano (Caracas, n. 1984)
- Gabriel Chironi, calciatore argentino (Neuquén, n. 1991)
- Gabriel Chocobar, calciatore argentino (Isidro Casanova, n. 1999)
- Gabriel Compagnucci, calciatore argentino (Monte Buey, n. 1991)
- Biel Company, ex calciatore spagnolo (Maria de la Salut, n. 1992)
- Gabriel Cortez, calciatore ecuadoriano (Esmeraldas, n. 1995)
- Gabriel Costa França, calciatore brasiliano (Pedro Leopoldo, n. 1995)
- Gabriel Cânu, ex calciatore rumeno (Bucarest, n. 1981)
- Gabriel Pirani, calciatore brasiliano (Penápolis, n. 2002)
- Gabriel Ruggieri, ex calciatore argentino (Rosario, n. 1974)

## D(13)
- Gabriel Barros, calciatore brasiliano (San Paolo, n. 2001)
- Gabriel Busanello, calciatore brasiliano (Frederico Westphalen, n. 1998)
- Gabriel De Michèle, ex calciatore francese (Saint-Étienne, n. 1941)
- Gabriel Debeljuh, calciatore croato (Pola, n. 1996)
- Gabriel Dias de Oliveira, calciatore brasiliano (Francisco Morato, n. 1994)
- Gabriel Díaz, calciatore argentino (Capitán Sarmiento, n. 2000)
- Gabriel Díaz, calciatore argentino (Buenos Aires, n. 1989)
- Gabriel Furtado, calciatore brasiliano (Taubaté, n. 1999)
- Gabriel Jesus, calciatore brasiliano (San Paolo, n. 1997)
- Gabriel Magalhães, calciatore brasiliano (San Paolo, n. 1997)
- Gabriel Inocêncio, calciatore brasiliano (Presidente Prudente, n. 1994)
- Gabrielzinho, calciatore brasiliano (Araçatuba, n. 1996)
- Gabriel dos Santos Nascimento, ex calciatore brasiliano (Porto Alegre, n. 1983)

## E(1)
- Gabriel Enache, ex calciatore rumeno (Pitești, n. 1990)

## F(8)
- Gabriel Farfán, ex calciatore statunitense (San Diego, n. 1988)
- Gabriel Farias de Lima, calciatore brasiliano (Bonito, n. 1996)
- Gabriel Ferenčík, calciatore slovacco (n. 1919 - † 1998)
- Gabriel Matías Fernández, calciatore uruguaiano (Montevideo, n. 1994)
- Gabriel Flores, ex calciatore argentino (Bernal, n. 1987)
- Gabriel Pec, calciatore brasiliano (Petrópolis, n. 2001)
- Gabriel Fuentes, calciatore colombiano (Santa Marta, n. 1997)
- Gabriel Tota, calciatore brasiliano (Santa Fé do Sul, n. 2001)

## G(11)
- Victor Andersson, calciatore svedese (Danderyd, n. 2004)
- Gabriel Girotto Franco, calciatore brasiliano (Campinas, n. 1992)
- Gabriel Giurgiu, ex calciatore rumeno (Cluj-Napoca, n. 1982)
- Gabriel Davi Gomes Sara, calciatore brasiliano (Joinville, n. 1999)
- Gabriel Gómez, ex calciatore colombiano (Medellín, n. 1959)
- Gabriel Enrique Gómez, ex calciatore panamense (Panama, n. 1984)
- Gabriel González, ex calciatore paraguaiano (Itapé, n. 1961)
- Gabriel Graciani, calciatore argentino (Bovril, n. 1993)
- Gabriel Gudiño, calciatore argentino (Córdoba, n. 1992)
- Gabriel Gudmundsson, calciatore svedese (Malmö, n. 1999)
- Gabriel Guerra, ex calciatore argentino (Florencio Varela, n. 1993)

## H(5)
- Gabriel Hachen, calciatore argentino (Rosario, n. 1990)
- Gabriel Halabrín, calciatore slovacco (Brodské, n. 2003)
- Gabriel Chapecó, calciatore brasiliano (Chapecó, n. 2000)
- Gabriel Hanot, calciatore e giornalista francese (Arras, n. 1889 - Engenthal, † 1968)
- Gabriel Hauche, calciatore argentino (Buenos Aires, n. 1986)

## I(3)
- Gabriel Iancu, calciatore rumeno (Bucarest, n. 1994)
- Gabriel Isik, calciatore tedesco (Wiesbaden, n. 1999)
- Gabri Izquier, calciatore spagnolo (Las Palmas de Gran Canaria, n. 1993)

## K(3)
- Sid Kimpton, calciatore e allenatore di calcio inglese (Watford, n. 1887 - Watford, † 1968)
- Gabriel Knesowitsch, calciatore brasiliano (Guarapuava, n. 2003)
- Gabriel Kobylak, calciatore polacco (Brzozów, n. 2002)

## L(6)
- Hernán Labraga, calciatore uruguaiano (Montevideo, n. 2000)
- Gabriel Lazarte, calciatore argentino (Buenos Aires, n. 1997)
- Gabriel Lettieri, ex calciatore argentino (Buenos Aires, n. 1975)
- Gabriel Lheman Xavier, calciatore brasiliano (Andradina, n. 2001)
- Gabriel Lunetta, calciatore italiano (Milano, n. 1996)
- Gabriel Lüchinger, calciatore svizzero (Altstätten, n. 1992)

## M(19)
- Gabriel Marques, ex calciatore brasiliano (Pedro Leopoldo, n. 1988)
- Gabriel Martinelli, calciatore brasiliano (Guarulhos, n. 2001)
- Gabriel Martínez, ex calciatore colombiano (n. 1958)
- Gabriel Rodrigues, calciatore brasiliano (n. 1999)
- Gabri Martínez, calciatore spagnolo (Barcellona, n. 2003)
- Gabriel Melkam, ex calciatore nigeriano (Lagos, n. 1980)
- Gabriel Mendoza, ex calciatore cileno (Graneros, n. 1968)
- Gabriel Menino, calciatore brasiliano (Morungaba, n. 2000)
- Gabriel Mercado, calciatore argentino (Puerto Madryn, n. 1987)
- Nicolás Mezquida, calciatore uruguaiano (Paysandú, n. 1992)
- Gabriel Migliónico, ex calciatore argentino (Buenos Aires, n. 1978)
- Gabriel Miranda, ex calciatore venezuelano (Montevideo, n. 1968)
- Gabriel Misehouy, calciatore olandese (Amsterdam, n. 2005)
- Gabriel Moscardo, calciatore brasiliano (Taubaté, n. 2005)
- Gabriel Moya, ex calciatore spagnolo (Alcalá de Henares, n. 1966)
- Gaby Mudingayi, ex calciatore belga (Kinshasa, n. 1981)
- Gabriel Mureșan, ex calciatore rumeno (Sighișoara, n. 1982)
- Gabriel Mutombo, calciatore francese (Villeurbanne, n. 1996)
- Gabriel Méndez, calciatore argentino (Paso de los Libres, n. 1988)

## N(7)
- Gabriel Brazão, calciatore brasiliano (Uberlândia, n. 2000)
- Gabriel Neves, calciatore uruguaiano (Maldonado, n. 1997)
- Gabriel Norambuena, calciatore cileno (Santiago del Cile, n. 2003)
- Gabriel Segal, calciatore statunitense (Washington, n. 2001)
- Gabriel Novaes, calciatore brasiliano (San Paolo, n. 1999)
- Gabriel Núñez, ex calciatore salvadoregno (Santa Tecla, n. 1994)
- Gabriel Núñez, calciatore messicano (n. 1942 - † 2021)

## O(5)
- Gabriel Obertan, calciatore francese (Parigi, n. 1989)
- Gabriel Ogando, calciatore argentino (La Plata, n. 1921 - Buenos Aires, † 2006)
- Gabriel Okechukwu, ex calciatore nigeriano (Abuja, n. 1995)
- Gabriel Osho, calciatore inglese (Reading, n. 1998)
- Gabriel Oyola, ex calciatore argentino (San Francisco, n. 1982)

## P(9)
- Gabriel Paletta, ex calciatore argentino (Buenos Aires, n. 1986)
- Gabriel Paraschiv, ex calciatore rumeno (Moreni, n. 1978)
- Gabriel Pereira Magalhães dos Santos, calciatore brasiliano (Volta Redonda, n. 2000)
- Gabriel Taliari, calciatore brasiliano (Arceburgo, n. 1997)
- Gabriel Pereira dos Santos, calciatore brasiliano (San Paolo, n. 2001)
- Gabriel Petrović, ex calciatore svedese (Solna, n. 1984)
- Gabriel Peñalba, ex calciatore argentino (Quilmes, n. 1984)
- Gabriel Popescu, ex calciatore rumeno (Craiova, n. 1973)
- Gabriel Pérez, ex calciatore uruguaiano (Colonia del Sacramento, n. 1995)

## Q(1)
- Gabriel Quak, calciatore singaporiano (Singapore, n. 1990)

## R(11)
- Gabriel Rodrigues de Moura, calciatore brasiliano (Brasileira, n. 1988)
- Gabriel Noga, calciatore brasiliano (Volta Redonda, n. 2002)
- Gabriel Ramos, calciatore brasiliano (Rio de Janeiro, n. 1996)
- Biel Ribas, calciatore spagnolo (Palma di Maiorca, n. 1985)
- Gabi Riera, ex calciatore andorrano (Andorra la Vella, n. 1985)
- Gabriel Risso, calciatore argentino (Monteros, n. 1995)
- Gaby Robert, calciatore e allenatore di calcio francese (Belcodène, n. 1920 - Hyères, † 2003)
- Gabriel Nicolás Rodríguez, ex calciatore argentino (Buenos Aires, n. 1989)
- Gabriel Rojas, calciatore argentino (Almirante Brown, n. 1997)
- Gabriel Rukavina, calciatore croato (Zagabria, n. 2004)
- Gabriel Rybar Blos, ex calciatore brasiliano (Marques de Souza, n. 1989)

## S(15)
- Gabriel Rodrigues dos Santos, ex calciatore brasiliano (San Paolo, n. 1981)
- Gabriel Lacerda, calciatore brasiliano (Caieiras, n. 1999)
- Gabriel Sanabria, calciatore argentino (Lanús, n. 1992)
- Gabriel Santana Pinto, calciatore brasiliano (Salvador, n. 1990)
- Gabriel Santos, calciatore brasiliano (Rio de Janeiro, n. 1999)
- Gabriel Sava, calciatore italiano (Roma, n. 1986)
- Gabriel Seijas, calciatore argentino (n. 1994)
- Gabriel Sigua, calciatore georgiano (Rustavi, n. 2005)
- Gabriel Bontempo, calciatore brasiliano (Uberaba, n. 2005)
- Gabriel Silva, calciatore brasiliano (Ribeirão Preto, n. 2002)
- Gabriel Simion, calciatore rumeno (Călărași, n. 1998)
- Gabriel Slonina, calciatore statunitense (Addison, n. 2004)
- Gabriel Somi, calciatore svedese (Örebro, n. 1991)
- Gabriel Strefezza, calciatore brasiliano (San Paolo, n. 1997)
- Gabriel Suazo, calciatore cileno (Santiago del Cile, n. 1997)

## T(6)
- Gabriel Machado, ex calciatore brasiliano (Porto Alegre, n. 1989)
- Gabriel Taltavull, calciatore e allenatore di calcio spagnolo (Ciutadella de Menorca, n. 1921 - Ciutadella de Menorca, † 1989)
- Gabriel Tamaș, ex calciatore rumeno (Brașov, n. 1983)
- Gabriel Teixeira, calciatore brasiliano (Rio de Janeiro, n. 2001)
- Gabriel Capicchioni, calciatore sammarinese (n. 2006)
- Gabriel Torres, calciatore panamense (Panama, n. 1988)

## U(1)
- Gabriel Urdaneta, ex calciatore venezuelano (Mérida, n. 1976)

## V(11)
- Gabriel Vallés, ex calciatore argentino (Godoy Cruz, n. 1986)
- Gabriel Vargas, calciatore cileno (Concepción, n. 1983)
- Gabriel Vasconcelos Ferreira, calciatore brasiliano (Unaí, n. 1992)
- Gabriel Vega, calciatore argentino (González Catán, n. 2002)
- Gabri Veiga, calciatore spagnolo (O Porriño, n. 2002)
- Gabriel Veron, calciatore brasiliano (Açu, n. 2002)
- Gabriel Vidal, ex calciatore spagnolo (Palma di Maiorca, n. 1969)
- Gabriel Vidović, calciatore croato (Augusta, n. 2003)
- Gabriel Viglianti, ex calciatore argentino (Córdoba, n. 1979)
- Gabriel Villamíl, calciatore boliviano (n. 2001)
- Gabriel Vochin, ex calciatore romeno (Bucarest, n. 1973)

## W(3)
- Gabriel Wajoka, calciatore francese (Tahiti, n. 1980)
- Gabriel Wajoka, ex calciatore francese (n. 1977)
- Gabriel Wallentin, calciatore svedese (n. 2001)

## Z(1)
- Gabriel Zakuani, ex calciatore congolese (Repubblica Democratica del Congo) (Kinshasa, n. 1986)

## Á(1)
- Gabriel Ávalos, calciatore paraguaiano (Hohenau, n. 1990)

## Ö(1)
- Gabriel Özkan, ex calciatore svedese (Stoccolma, n. 1986)